# Hipotrocoide
Una  hipotrocoide , a geometria, és la corba plana que descriu un punt vinculat a una circumferència generatriu que roda dins d'una circumferència directriu, tangencialment, sense lliscament.
La paraula es compon de les arrels gregues hipó (ὑπό , «sota») i  trokhos (τρόχος, «roda»).

Hipotrocoide (en traç vermell), circumferència directriu (en traç blau), circumferència generatriu (en traç negre). Paràmetres:  R  = 5,  r  = 3,  d  = 5)
L'el·lipse com a cas particular de hipotrocoide. Paràmetres:  R  = 10,  r  = 5 =  R/2 ,  d  = 1

Aquestes corbes van ser estudiades per Albrecht Dürer en 1525, Ole Christensen Rømer el 1674 i Johann Bernoulli el 1725.

## Equacions
Sent {\displaystyle q={\dfrac {a}{b}}} (on {\displaystyle q>1}) i {\displaystyle d=kb}, amb circumferència directriu de radi  a , i circumferència generatriu de radi  b , i la distància al centre de la generatriu  d , l'equació de la hipotrocoide és: 
{\displaystyle Z=(ab)i^{it}+d'^{-i(q-1)t}\,}
on: 
{\displaystyle QZ=a[(q-1)i^{it}+ke^{-i(q-1)t}]\,}
{\displaystyle Q(x+Ii)=a(q-1)\cos(t)+ia(q-1)\sin(t)+ak\cos[(q-1)t]-iak\sin[(q-1)t]}
Per identificació de les parts reals i imaginàries s'obté: 
{\displaystyle Qx=a(q-1)\cos(t)+ca\cos[(q-1)t)];\,}
{\displaystyle Qy=a(q-1)\sin(t)-ca\sin[(q-1)t)];\,}
on: 
{\displaystyle Q={\dfrac {a}{b}}} i {\displaystyle k={\dfrac {d}{b}}\,}.
Sabent que {\displaystyle a=R}, {\displaystyle b=r} i {\displaystyle t=\theta }, obtenim les equacions següents:
{\displaystyle x=(R-r)\cos \theta +d\cos \left({R-r \over r}\theta \right)}
{\displaystyle y=(R-r)\sin \theta -d\sin \left({R-r \over r}\theta \right)}
on θ és l'angle format per l'horitzontal i el centre del cercle rodant (no són equacions polars perquè θ no és l'angle polar). Quan es mesura en radians, θ pren valors de 0 a {\displaystyle 2\pi \times {\tfrac {\operatorname {MCM} (r,R)}{R}}} (on MCM és el mínim comú múltiple).

## Curiositats
Les el·lipses són casos particulars de hipotrocoide, on {\displaystyle R=2r} i {\displaystyle d\neq r}. L'excentricitat de l'el·lipse és
{\displaystyle e={\frac {2{\sqrt {d/r}}}{1+(d/r)}}}
esdevenint 1 quan {\displaystyle d=r} (vegeu parell de Tussí).
Les hipocicloides són casos particulars, on {\displaystyle d=r} (el punt fix de la generatriu).
La joguina clàssica espirògraf traça les corbes hipotrocoides i epitrocoides.
Els hipotrocoides descriuen el suport dels valors propis d'algunes matrius aleatòries amb correlacions cícliques.